# Nika (Kačanik)
Pour l’article homonyme, voir Nikas.
Nikaj en albanais et Nika en serbe latin (en serbe cyrillique : Ника) est une localité du Kosovo située dans la commune/municipalité de Kaçanik/Kačanik, district de Ferizaj/Uroševac (Kosovo) ou district de Kosovo (Serbie). Selon le recensement kosovar de 2011, elle compte 778 habitants.
Le village est également connu sous le nom albanais de Nikë.

## Démographie

### Évolution historique de la population dans la localité
| 1948 | 1953 | 1961 | 1971 | 1981 | 1991 | 2011 |
| ---- | ---- | ---- | ---- | ---- | ---- | ---- |
| 224  | 246  | 292  | 420  | 580  | 695  | 778  |

|  |

### Répartition de la population par nationalités (2011)
En 2011, les Albanais représentaient 99,74 % de la population.